# Kuzari
El Kuzari és una de les obres més conegudes del filòsof, poeta i rabí sefardita medieval Yehudà ha-Leví, que va acabar la seva obra l'any hebreu 4900 (1139/1140). El seu títol complet original és Llibre de justificació i prova en suport de la religió insignificant (àrab: كتاب الحجة والدليل في نصرة الدين الذليل, Kitāb al-ḥujja wa-d-dalīl fī nuṣrat ad-dīn aḏ-ḏalīl), tot i que normalment és conegut com Llibre del khàzar (hebreu: ספר הכוזרי, Sefer HaKuzari‎). L'obra està dividida en cinc capítols, i té la forma d'un diàleg entre el rei dels khàzars i un jueu que és convidat a parlar de la seva religió. Inicialment va ser escrit en àrab. L'obra ha estat traduïda a l'hebreu i a altres idiomes pels hakhamim, entre ells cal esmentar a Judà ibn Tibon. Encara que l'obra no és considerada com un document històric sobre la conversió dels khàzars al judaisme, alguns acadèmics com l'orientalista Douglas Morton Dunlop, han afirmat que Yehudà ha-Leví tenia informació sobre els khàzars i que es va basar en ells per escriure la seva obra. L'historiador Abraham ibn Daud va escriure que va trobar alguns alumnes khàzars a les acadèmies talmúdiques de Toledo, al segle xii.